# Sweating Bullets (chanson)
Cet article concerne la chanson de Megadeth. Pour la série télévisée, voir Un privé sous les tropiques ("Sweating Bullets").
Singles de Megadeth
Symphony of Destruction
(1992) Train of Consequences
(1994)
Sweating Bullets est un titre du groupe américain de thrash metal Megadeth. La chanson a été publiée en single en janvier 1993, troisième single de l'album Countdown to Extinction. Sweating Bullets a été classé à la 27e au Mainstream Rock Tracks chart et à la 26e position dans les charts britanniques. Le titre est présent dans le jeu vidéo Guitar Hero 5.

## Composition du groupe
- Dave Mustaine – chants, guitare
- David Ellefson – basse, chœurs
- Marty Friedman – guitare solo, chœurs
- Nick Menza – batterie, chœurs

## Liste des titres
Toutes les paroles sont écrites par Dave Mustaine.
| 1. | Sweating Bullets (edit)                                                       | Mustaine                            | 4:09 |
| 2. | Sweating Bullets (live at Cow Palace, San Francisco 4th December 1992)        | Mustaine                            | 5:02 |
| 3. | Ashes in Your Mouth (live at Cow Palace, San Francisco 4th December 1992)     | Mustaine, Ellefson, Friedman, Menza | 6:32 |
| 4. | Countdown to Extinction (live at Cow Palace, San Francisco 4th December 1992) | Mustaine, Ellefson, Friedman, Menza | 4:23 |

Toutes les paroles sont écrites par Dave Mustaine.
| 1. | Sweating Bullets (live at Cow Palace, San Francisco 4th December 1992)    | Mustaine                            | 5:00 |
| 2. | Ashes in Your Mouth (live at Cow Palace, San Francisco 4th December 1992) | Mustaine, Ellefson, Friedman, Menza | 6:31 |
| 3. | Symphony of Destruction (The Gristle Mix)                                 | Mustaine                            | 9:53 |

## Charts
| Pays        | Chart               | Meilleure position | Réf   |
| ----------- | ------------------- | ------------------ | ----- |
| États-Unis  | Mainstream Rock     | 27                 | [ 2 ] |
| Royaume-Uni | UK Singles Chart    | 26                 | [ 3 ] |
| Irlande     | Irish Singles Chart | 11                 | [ 4 ] |